# 1995
- Wikisource

| Calendário gregoriano                                                        | 1995 MCMXCV                         |
| Ab urbe condita                                                              | 2748                                |
| Calendário arménio                                                           | 1445 – 1446                         |
| Calendário bahá'í                                                            | 151 – 152                           |
| Calendário budista                                                           | 2539                                |
| Calendário chinês                                                            | 4691 – 4692 Início a 31 de janeiro  |
| Calendário copta                                                             | 1711 – 1712                         |
| Calendário etíope                                                            | 1987 – 1988                         |
| Calendários hindus - Vikram Samvat - Calendário nacional indiano - Cáli Iuga | 2050 – 2051 1916 – 1917 5095 – 5096 |
| Calendário Holoceno                                                          | 11995                               |
| Calendário islâmico                                                          | 1416 – 1417                         |
| Calendário judaico                                                           | 5755 – 5756 Início a 25 de setembro |
| Calendário persa                                                             | 1373 – 1374 Início a 21 de março    |
| Calendário rúnico                                                            | 2245                                |
| Calendário solar tailandês                                                   | 2538                                |

1995 (MCMXCV, na numeração romana) foi um ano comum do século XX que começou num domingo, segundo o calendário gregoriano. A sua letra dominical foi A. A terça-feira de Carnaval ocorreu a 28 de fevereiro e o domingo de Páscoa a 16 de abril. Segundo o horóscopo chinês, foi o ano do Porco, começando a 31 de janeiro.

| Evento                                                   | Data            | Hora  |
| -------------------------------------------------------- | --------------- | ----- |
| Aquário                                                  | 20 de janeiro   | 13:01 |
| Peixes                                                   | 19 de fevereiro | 03:11 |
| primavera no hemisfério norte e outono no hemisfério sul |                 |       |
| Carneiro/equinócio                                       | 21 de março     | 02:15 |
| Touro                                                    | 20 de abril     | 13:22 |
| Gémeos                                                   | 21 de maio      | 12:35 |
| verão no hemisfério norte e inverno no hemisfério Sul    |                 |       |
| Caranguejo/solstício                                     | 21 de junho     | 20:35 |
| Leão                                                     | 23 de julho     | 07:30 |
| Virgem                                                   | 23 de agosto    | 14:35 |
| Outono no Hemisfério Norte e Primavera no Hemisfério Sul |                 |       |
| Balança/equinócio                                        | 23 de setembro  | 12:13 |
| Escorpião                                                | 23 de outubro   | 21:32 |
| Sagitário                                                | 22 de novembro  | 19:02 |
| inverno no hemisfério norte e verão no hemisfério sul    |                 |       |
| Capricórnio/solstício                                    | 22 de dezembro  | 08:17 |

| UTC: Madeira, Guiné-Bissau e São Tomé e Príncipe Subtrair (-): 1 h nos Açores e Cabo Verde 2 h nas Ilhas oceânicas brasileiras 3 h em Brasília, em Goiás, na Amazônia Oriental Brasileira e no nordeste, sudeste e sul brasileiros 4 h na Amazônia Ocidental Brasileira, Mato Grosso e Mato Grosso do Sul 5 h no Acre e sudoeste do Amazonas Adicionar (+): 1 h Portugal Continental, em Angola e Guiné Equatorial 2 h em Moçambique 8 h em Macau 9 h em Timor-Leste. |
| Adicionar uma hora durante a vigência do horário de verão: Portugal Continental : De 26 de março a 24 de setembro de 1995 |

| Ano completo                    |
| ------------------------------- |
| Ano comum com início ao domingo |

## Eventos
- Ano das Nações Unidas para a Tolerância, pela ONU.
- São iniciados os esforços para inventariar os bens móveis da Sé Catedral de Angra, Angra do Heroísmo.[1]

### Janeiro
- 1 de janeiro - Posse de Fernando Henrique Cardoso à Presidência da República do Brasil.
- 11 de janeiro - A primeira edição do Rock in Rio ocorreu na Cidade do Rock. Ao longo da sua história, o Rock in Rio teve mais de 20 edições, incluindo Brasil, Portugal, Espanha e Estados Unidos.
- Áustria, Finlândia e Suécia juntam-se à União Europeia.
- 16 de janeiro - Terremoto de Kobe (7,3 na escala Richter), no Japão, mata mais de 6 mil pessoas.

### Fevereiro
- 3 de fevereiro - Yitzhak Rabin, Hosni Mubarak, Yasser Arafat e o rei Hussein, reunidos no Cairo, condenam os atos terroristas que põem em causa o processo de paz para o Médio Oriente.
- 4 de fevereiro - O Partido Socialista Francês escolhe Lionel Jospin como candidato presidencial.
- 8 de fevereiro - Rússia e Ucrânia assinam um tratado de cooperação que prevê o arrendamento do porto de Sevastopol para sediar a Frota do Mar Negro.
- 9 de fevereiro - O Conselho de Segurança das Nações Unidas aprova a criação da unidade militar internacional Unavem III para mediar o conflito angolano entre o MPLA e a UNITA.
- 12 de fevereiro - O movimento militar-religioso dos Taliban passa a controlar nove das trinta províncias do Afeganistão.
- 13 de fevereiro - A Rússia e os chefes militares separatistas da Chechénia anunciam um cessar-fogo parcial, após os combates que levaram ao controlo de Grozny pelas tropas russas.
- 17 de fevereiro - É assinado em Brasília um acordo formal de cessar-fogo entre o Equador e o Peru, na sequência de um conflito territorial que ficou conhecido como a Guerra de Cenepa.
- 21 de fevereiro - Na Birmânia, tropas governamentais conquistam o último bastião dos guerrilheiros rebeldes karen, perto da fronteira com a Tailândia.
- 24 de fevereiro - A mais antiga instituição financeira de investimentos do Reino Unido, o Barings Bank colapsa devido à perda de 1400 milhões de dólares em atividades de especulação na Bolsa de Tóquio, levadas a cabo pelo seu corretor Nick Leeson.
- 27 de fevereiro - Mais de 80 pessoas morrem na explosão de um carro armadilhado no Curdistão iraquiano. O atentado é atribuído aos serviços secretos do regime do Iraque.
- 28 de fevereiro - 2200 fuzileiros navais dos Estados Unidos e da Itália desembarcam na Somália para protegerem a retirada de 2400 capacetes azuis, dando fim às operações de paz da ONU.

### Março
- 1 de março - É criado o site de pesquisa Yahoo!.
- 3 de março - Os últimos capacetes azuis da ONU abandonam a Somália deixando o país mergulhado numa guerra civil entre clãs rivais.
- 20 de março - Atentado terrorista em cinco diferentes estações de metropolitano de Tóquio, com o uso de gás sarin, mata 12 pessoas.
- 25 de março - Mike Tyson deixa o presídio "Indiana Youth Center", no qual permaneceu durante 3 anos, onde cumpriu pena por estupro.
- 25 de março - 20 mil pessoas fogem do Burundi para o Zaire devido aos confrontos étnicos entre hutus e tutsis.
- 26 de março - Aprovado o tratado que cria o Espaço Schengen, com a abolição dos controlos fronteiriços e a consequente livre circulação de pessoas na União Europeia.
- 31 de março - Uma das maiores cantoras do pop americano, Selena, é assassinada no Texas, no auge de sua carreira, aos 23 anos, por sua assessora.

### Abril
- 2 de abril - Entra em erupção o vulcão Pico do Fogo em Cabo Verde.
- 9 de abril - Alberto Fujimori é reeleito presidente do Peru.
  - O partido ZANU-PF, do presidente Robert Mugabe vence as eleições legislativas no Zimbabwe, conquistando 118 dos 120 lugares do parlamento.
- 19 de abril - Atentado de Oklahoma City: Timothy McVeigh coloca explosivos em um carro-bomba que explode no edifício federal Alfred P. Murrah, em Oklahoma, causando 168 mortos e mais de 500 feridos.
- 22 de abril - Em Ruanda, dois mil refugiados hutus são mortos por soldados no campo de Kibeho, que abriga 130 mil pessoas, na sequência de uma revolta.
- 30 de abril - Nursultan Nazarbayev, presidente do Cazaquistão, obtém 95,4% de votos favoráveis no referendo sobre o prolongamento do seu mandato até ao ano 2000.
- 30 de abril - Lançamento do jogo Full Throttle para PC.

### Maio
- Início da operação comercial da Internet no Brasil
- 1 de maio - Ofensiva militar da Croácia contra os separatistas sérvios da Krajina na zona que ocupam na Eslavónia Ocidental.
- 7 de maio - Em França, Jacques Chirac, líder do partido gaulista RPR, é eleito para Presidente da República com 52,6% dos votos, contra 47,4% do socialista Lionel Jospin.
- 10 de maio - A cimeira de Moscovo, entre Bill Clinton e Boris Iéltsin, termina com profundas divergências.
- 11 de maio - Prorrogado o Tratado de Não-Proliferação Nuclear, assinado em 1968 e que abrange, atualmente, 187 países.
- 14 de maio - Carlos Menem é reeleito presidente da Argentina.
- 25 de maio - Na Bósnia e Herzegovina, a NATO desencadeia raids aéreos contraposições dos sérvios bósnios. Estes respondem com bombardeamentos contra Sarajevo e Tuzla, matando 66 pessoas.
- 28 de maio - Um sismo de 7,5 graus Richter provoca 2500 mortos na ilha de Sacalina.

### Junho
- 21 de junho - O Corinthians derrota o Grêmio por um placar de 2x1 e é campeão da Copa do Brasil.[2]
- 25 de junho - Final do Campeonato Carioca de Futebol, com o clássico Fla-Flu. O Fluminense vence o Flamengo, com o famoso gol de barriga de Renato Gaúcho, e quebra um jejum de 10 anos.

### Julho
- 17 de julho - Morreu o automobilista argentino Juan Manuel Fangio.[3]
- 23 de julho - O Uruguai é campeão da Copa América 1995, ao derrotar o Brasil nos pênaltis depois de um empate no tempo normal.

### Agosto
- 24 de agosto - A Microsoft lança o Windows 95, que foi uma revolução ao mercado de computadores.
- 30 de agosto - O Grêmio empata com o Atlético Nacional e conquista o bicampeonato da Copa Libertadores da América.[4]

### Setembro
- 9 de setembro - Lançamento americano do PlayStation
- 15 de setembro - Fundação do município de Piedade de Caratinga, Minas Gerais

### Novembro
- 19 de novembro - Morreu o empresário ucraniano-brasileiro Adolpho Bloch.[5]
- 20 de novembro - É transmitida a polêmica entrevista de Diana de Gales por Martin Bashir para a BBC. Essa entrevista abalou o Reino Unido e o mundo com as revelações chocantes da princesa.
- 28 de novembro - O Ajax conquistou a Copa Europeia/Sul-Americana de 1995, ao derrotar o Grêmio na decisão por pênaltis por 4 x 3, depois de um empate em 0 x 0 no tempo normal e na prorrogação.

### Dezembro
- 17 de dezembro - O Botafogo é campeão brasileiro pela primeira vez ao empatar com o Santos em 1 x 1 na final do Campeonato Brasileiro de Futebol.[6]

## Nascimentos
- 3 de janeiro - Tonatiuh Elizarraraz, ator norte-americano.
- 7 de fevereiro - Camila Loures, influenciadora digital brasileira.
- 6 de março - Jeff Satur, ator, cantor e modelo tailandês.
- 24 de abril - Ludmilla, cantora e compositora brasileira.
- 1 de maio - Thanapon Aiemkumchai, ator e cantor tailandês.
- 28 de maio - Lukas Gage, ator estadunidense.
- 15 de junho - Tasha & Tracie Okereke, dupla de rappera brasileiras.
- 30 de junho - Marina Ruy Barbosa, atriz brasileira.
- 10 de julho - Noppanut Guntachai, ator e modelo tailandês.
- 22 de julho - Marília Mendonça, cantora, compositora e instrumentista brasileira (m. 2021).
- 13 de setembro - Luke Ishikawa Plowden, ator e modelo estadunidense-tailandês.
- 29 de outubro - Jirayu La-ongmanee, ator e cantor tailandês.
- 17 de novembro - Zach Barack, ator, cantor e comediante americano.
- 27 de dezembro - Timothée Chalamet, ator franco-americano.

## Mortes

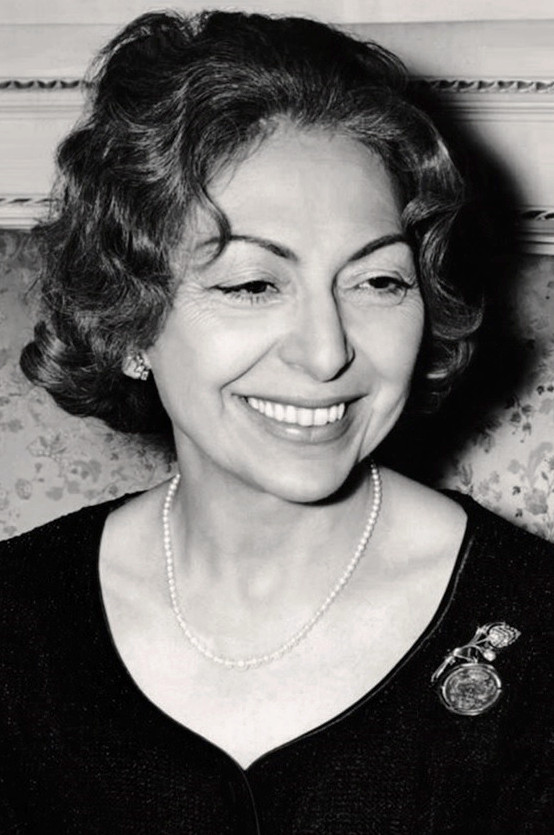
Maria Pia de Saxe-Coburgo Gotha e Bragança.

- 2 de janeiro - Siad Barre, presidente da Somália entre 1969 e 1991. (n. 1919).
- 7 de janeiro - Murray N. Rothbard, economista heterodoxo norte-americano, historiador e filósofo político. (n. 1926).
- 12 de fevereiro - Luigi Arzuffi, pintor e escultor italiano (n. 1931).
- 26 de março - Eazy-E, rapper americano (n. 1964).
- 29 de março - Antony Hamilton, ator, modelo e dançarino anglo-australiano (n. 1952).
- 31 de março - Selena, cantora de música texana norte americana. (n. 1971).
- 18 de abril - Arturo Frondizi, presidente da Argentina de 1958 a 1962 (n. 1908).
- 6 de maio - Maria Pia de Saxe-Coburgo Gotha e Bragança, escritora, jornalista e famosa pretendente ao trono de Portugal (n. 1907).
- 24 de maio - Harold Wilson, primeiro-ministro britânico entre 1964-70 e entre 1974-76. (n. 1916).
- 30 de maio - Glenn Burke, beisebolista norte-americano (n. 1952).
- 8 de junho - Juan Carlos Onganía, presidente da Argentina de 1966 a 1970 (n. 1914).
- 19 de junho - Peter Townsend, palafreneiro do rei Jorge VI entre os anos de 1944 e 1952 e da rainha Elizabeth II entre 1952 e 1953 (n. 1914).
- 4 de julho - Bob Ross, pintor, instrutor de arte, e apresentador de televisão. (n. 1942).
- 5 de julho - Takeo Fukuda, primeiro-ministro japonês entre 1976 e 1978. (n. 1905).
- 17 de julho - Juan Manuel Fangio, automobilista argentino. (n. 1911).
- 3 de agosto - Marcelo Gastaldi, dublador brasileiro (n. 1944).
- 5 de outubro - Alec Douglas-Home, primeiro-ministro britânico entre 1963 e 1964. (n. 1903).
- 9 de outubro — Sagramor de Scuvero Brandão, radialista, atriz e vereadora brasileira (n. 1921).
- 4 de novembro
  - Essex Hemphill, poeta e ativista americano (n. 1957).
  - Yitzhak Rabin, primeiro-ministro de Israel. (n. 1922).
- 19 de novembro - Adolpho Bloch, empresário ucraniano-brasileiro. (n. 1908).
- 25 de dezembro - Dean Martin, ator e cantor norte-americano (n.1917).

## Por tema
- 1995 na arte
- 1995 no Brasil
- 1995 na ciência
- 1995 no cinema
- 1995 no desporto
- 1995 na informática
- 1995 nos jogos eletrônicos
- 1995 no jornalismo
- 1995 na literatura
- 1995 na música
- 1995 na política
- 1995 na rádio
- 1995 no teatro
- 1995 na televisão

## Prêmio Nobel
- Física - Martin L. Perl, Frederick Reines
- Química - Paul J. Crutzen, Mario J. Molina, Frank Sherwood Rowland
- Medicina - Edward Bok Lewis, Christiane Nüsslein-Volhard, Eric Wieschaus
- Literatura - Seamus Heaney
- Paz - Joseph Rotblat[7] (Polónia/Reino Unido) e Conferências Pugwash sobre Ciência e Negócios Mundiais.[7]
- Economia - Robert E. Lucas Jr.

## Epacta e idade da Lua
| Epacta gregoriana | *       |
| Idade da Lua      | Letra a |